# イサーク・バーベリ
イサーク・エマヌイロヴィチ・バーベリ(ロシア語: Исаа́к Эммануи́лович Ба́бель、
1894年7月13日 - 1940年1月27日)はロシアの作家。
短編小説の名手と言われ、代表作である短編集『オデッサ物語』、『騎兵隊』は1920年代のロシアに衝撃を与えた。1930年代のソビエト連邦で起きた大粛清の対象とされ、銃殺された。

## 生涯

### 誕生 - 青年期

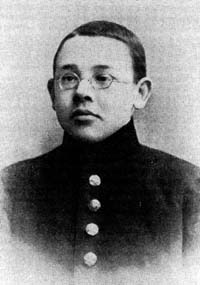
1908年当時のバーベリ

バーベリは黒海に面する港町オデッサのユダヤ人商人の家庭で生まれた。一家はニコラーエフに引っ越し、バーベリはこの町の小学校で英語、ドイツ語、フランス語などを学んだ。1905年初頭にバーベリはオデッサの商業学校に入学し、年末に一家はオデッサに戻る。バーベリは家庭ではイディッシュ語、聖書、ユダヤ律法（タルムード）の教育を受けていた。20世紀初頭のオデッサの中産階級の間では子供に音楽を習わせることが流行しており、バーベリもその例に漏れず父からバイオリンを習うよう強制されていた。商業学校在学中にモーパッサンやフローベールなどのフランスの文学作品に傾倒し、フランス語による短編をいくつか書いた。学生数に占めるユダヤ人子弟の入学割当制度のため、バーベリはオデッサ大学に入学できず、キエフ財務・企業活動単科大学（キエフ商科大学）に進学した。1911年にバーベリは大学に進学し、この地で最初の妻となるエヴゲーニヤ・グロンフェインと知り合った。1913年、キエフの雑誌でデビュー作となる『老シュロイメ』を発表する。
1915年にバーベリはペテルブルクに上京し、ペテルブルク精神神経症単科大学法学部に編入学した。ペテルブルクで作家マクシム・ゴーリキーと知り合い、上京の翌1916年にゴーリキーは自身が編集する雑誌『年代記（年誌）』11号にバーベリの短編『イリヤ・イサークヴィチとマルガリータ・プロコフィエヴナ』『ママとリンマとアラ』を掲載した。しかし、ロシア政府はバーベリの小説を公序良俗と乱すものだと判断し、バーベリは処罰を受ける寸前の状態に追い込まれる。『年代記』11号に掲載された二作に続いて発表した作品はゴーリキーの目にかなうものではなく、ゴーリキーの助言を受けてバーベリは人生を知るために創作活動を中断した。

### 従軍生活、創作の再開
1917年にロシア革命が勃発した後、バーベリは陸軍に志願入隊し、ルーマニア方面に出征した。1917年末にチェーカーに入隊、マラリアに罹ったバーベリは1918年に除隊となってオデッサに戻る。その後バーベリはチェーカー、文部人民委員会、食糧徴発隊、ユデーニチ討伐隊、第一騎兵隊に勤務した。1920年にはセミョーン・ブジョーンヌイ指揮下の第一騎兵隊に記者として従軍したバーベリは「キリール・ヴァシーリエヴィチ・リュートフ」というロシア人名を名乗って素性を隠し、「赤い騎兵」紙への戦況の報告、前線のコサック兵の政治教育を行った。従軍記者となったバーベリはガリツィア、ヴォルイニといったユダヤ人が多く居住する地域を転々とするが、ポーランドからの解放を待ち望んでいたコサック兵が行った残虐な行為を目の当たりにし、革命自体に疑問を抱くようになる。漠然とした革命意識を抱いていたバーベリは前線の光景に衝撃を受け、1920年末までにオデッサに帰郷する。創作を中断していた時期の社会経験はバーベリの作風に影響を与え、後年に自分の思想を明瞭に表現できるようになったと述懐している。こうした社会活動の間、1919年にバーベリはエヴゲーニヤと結婚した。
オデッサの国立出版所に勤務した後、1921年にコーカサスのバトゥミ近郊で療養生活を送る。1923年から創作活動を再開したバーベリは、雑誌『レフ』に『塩』『手紙』『ドルグショーフの死』『王様』の4つの短編を発表した。翌1924年にバーベリはモスクワに移る。

### 二編の短編集
1924年/25年に短編集『オデッサ物語』、1926年に『騎兵隊』が刊行され、バーベリは作家としての名声を確立した。ゴーリキー、ヴィクトル・シクロフスキー、アレクサンドル・ヴォロンスキー、アレクセイ・クルチョーヌイフらの著述家はバーベリに対する論評を多く発表し、評論家のレジュネフはバーベリが本格的な創作活動を開始してから3年の間に彼の作品数を上回る多数の批評が書き起こされたことを記している。『オデッサ物語』と『騎兵隊』によってバーベリの名声は最高潮に達するが、その後は自伝的作品を主とするわずかな作品を発表するに留まった。

1930年にバーベリはウクライナ旅行中に強制的な農業集団化とクラーク（富農）の絶滅が農村にもたらした残虐な現実を目の当たりにした。バーベリはこの事実について公的な見解を表明しなかったが、アントーニナには個人的な考えを打ち明けている。
「ウクライナから過去に与えられていた恵みは失われた。ウクライナを襲った飢饉とわれわれの国土全体で行われている村落の解体によって。」

### 環境の変化
1928年から1934年にかけて、バーベリはしばしばフランスを訪問している。1925年に妻のエヴゲーニヤ、母、妹はフランスに亡命しており、1929年に娘のナターリヤがパリで生まれる。家族と離れ離れの生活はバーベリにとって辛いものになったが、彼は作家が祖国を離れることは自殺行為であると考え、亡命を図ることは一度も無かった。ロシアから数度出国したが、新生国家であるソ連への希望と信頼を最後まで抱き続ける。1932年9月にバーベリは平和文化擁護大会の代議員としてフランスを訪れ、翌年8月まで滞在した。
1930年代に入るとバーベリが発表した作品の数は激減する。1928年から開始された第一次五カ年計画の翌年ごろから共産党は文学に対する指導を強め、党は「社会の要求」を果たすことを作家に求め、バーベリも「社会の要求」の達成と彼自身が望む自己表現の折衷を試みるが、成果は現れなかった。党はバーベリに多額の報酬を提示して創作を依頼するが、「宮殿で創作はやれない」と依頼を断ったことを彼の娘のナターリヤは記している。
1920年代後半からバーベリは「ブルジョア人道主義」「個人的な作風」を新聞・雑誌から攻撃され、家族が西側の世界に亡命したこともバーベリの立場を危ういものにした。「社会の要求」に応えて農業集団化、ユダヤ人のソ連社会への同化を讃える作品の執筆に取り掛かったこともあったが、失敗に終わっている。1930年代のソビエト文学界の抑圧的な環境は創作を制限し、バーベリはソ連を代表する作家の一人と見なされながらも政府から動向を疑われていた。ヨシフ・スターリンはソ連のインテリゲンチャを統制下に置き、全ての作家や芸術家は社会主義リアリズムを受容するように命じると、バーベリは公的な場に姿を現さなくなっていく。フォルマリズムに対する反対運動の中で、バーベリは非生産的な作風のために公的に批判を受ける。この時、他のソ連の作家の多くは恐怖し、必死になって過去の作品をスターリンの希望に添う形に書き直した。しかし、バーベリは動じず、自分の門徒である作家のイリヤ・エレンブルグに「6か月のうちに党はフォルマリストと和解し、別の活動を始めるだろう」と打ち明けている。1934年に開催されたソビエト連邦作家同盟の最初の会議において、バーベリは自分が「沈黙の様式という新しい文学様式の第一人者」になっていることを皮肉な調子で指摘した。アメリカの著述家マックス・イーストマンは1934年に刊行した自著"Artists in Uniform"内の「イサーク・バーベリの沈黙」という章の中で、文芸家としてのバーベリは公的な場で沈黙を守ることが多くなっていることを述べている。
バーベリは内務人民委員部（NKVD）長官ニコライ・エジョフの妻エヴゲーニヤの文学サロンに入り浸り、彼女と不倫関係を持つようになっていた。そして、スターリンはバーベリの「軽率な」振る舞い、彼の作品である『赤い騎兵隊』の内容を不快に感じていた。

### 最期
1939年5月15日、モスクワのアパートで眠っていたバーベリの内縁の妻アントーニナ・ピロシコヴァはドアを叩く音で起こされ、ドアを開けると4人のNKVDの職員が立っていた。アントーニナは驚きながらも、ペレデルキノにあるバーベリのダーチャ（別荘）への同行に同意した。その後、バーベリは逮捕されるが逮捕された理由は明らかになっていない。
2人は車内に連行され、アントーニナはドライバーの横の助手席に座り、バーベリは一人の職員とともに後部座席に座った。バーベリは「母が私からの手紙を受け取れないのは最悪だ」と言い、長い間沈黙していた。そして、隣に座っているNKVDの職員に「あなたはあまり寝ていないように見受けられるが、どうだろうか」と尋ね、笑ったという。バーベリたちを乗せた車はルビャンカ刑務所に着き、門をくぐって中に入ると巨大な閉じられた扉の前で止まり、扉の前には警備についていた2人の歩哨が立っていた。バーベリはアントーニナを抱きしめて口づけをし、「いつかまた会えるだろう」と言い残して振り返ることなく車を降り、扉の向こうに向かったという。ルビャンカ刑務所に収容された後、バーベリの消息は途絶える。逮捕から13年後、パリのバーベリの家族は1941年3月17日にバーベリが死亡した公式の通知をソ連政府から受け取るが、死亡の場所・状況は不明瞭なままだった。
1990年代初頭にバーベリが受けた尋問の記録が発見され、逮捕後に途絶えていたバーベリの行方が明らかになり、1940年に銃殺されていたことが判明した。
"Case #419, Babel, I.E."という名前が付けられた調書によれば、逮捕にあたってトロツキズム、テロリズム、オーストリアとフランスのスパイという罪状を挙げられ、バーベリはルビャンカ刑務所とブトィルカ刑務所に8か月の間拘留された。最初の取り調べではバーベリはこれらの罪状を断固として否認していたが、3日後に突然「自白」し、尋問した人間に共謀者の存在を訴えたが、刑務所の中でバーベリは暴行、拷問を受けていたと考えられている。取り調べの中ではセルゲイ・エイゼンシュテイン、ソロモン・ミホエルス、イリヤ・エレンブルグらバーベリと親しい人物が共謀者として挙げられていた。バーベリは数か月にわたってラヴレンチー・ベリヤに直接嘆願の手紙を出したにもかかわらず、未発表の原稿の引き取りを拒否される。1939年10月にバーベリは尋問のため再び召喚され、「私は刑務所の中で何人かの人間を中傷する罪を犯したため、取り調べにあたって考慮を求める。」と述べて、以前の証言を否認した。バーベリの発言、エイゼンシュテイン、ミホエルス、エレンブルグらの罪状を必死になって拾い上げようとするNKVDの動きをより遅らせる。
1940年1月16日にスターリンは346人の処刑命令書に署名し、その中にはバーベリの名前も含まれていた。ベリヤの個室で開かれた秘密の裁判では「フランスおよびオーストリアの諜報機関のスパイ、「人民の敵」であるエジョフの妻との密通」という罪状が挙げられ、バーベリは無罪を主張した。「私は無罪だ。スパイだったことはない。ソ連に対して反抗的な行動を起こしたことは一切ない。私は誤って自己批判を行い、自分自身と他人に冤罪を被せることを余儀なくされた。ただ一つだけの要求は、自分の仕事を完成させることだ。」という言葉が処刑前のバーベリの最期の言葉として記録されている。1940年1月27日午前1時30分にバーベリは銃殺され、遺体は焼却処分された。
バーベリの遺灰はエジョフや他の大粛清の犠牲者とともにモスクワのドンスコイ修道院の共同墓地の穴に投げ込まれ、その穴から20歩ほど離れた場所にかつて彼と密通していたエヴゲーニヤの墓が建てられた。ソ連の崩壊後、バーベリが葬られた墓地に「ここには遺体が埋葬され、政治的な抑圧によって粛清された犠牲者が葬られている。彼らのことを決して忘れてはならない」と刻まれた記念碑が設置された。バーベリの作品を英語に完訳したピーター・コンスタンティンは、彼の死を「20世紀文学最大の悲劇の一つ」と呼んでいる。

## 死後
逮捕の日からバーベリの存在はソビエト連邦から抹消された。文学辞典や百科事典、学校と大学のシラバスからバーベリの名前が削除され、あらゆる公的な場面で名前を出すことができなくなった。マーク・ドンスコイによる有名なゴーリキー三部作はバーベリがシナリオを手掛けていたが、逮捕の翌年に公開された時に彼の名前はクレジットから削除されていた。
1954年12月23日にソ連最高裁判所軍事法廷は1940年1月26日にバーベリに対して下した軍事法廷の判決を無効であると発表した。1956年にバーベリの名誉が回復され、同年4月にバーベリ文学遺産調査委員会が発足する。翌1957年に国立文学出版所から作品集の新版が刊行された。長らくアメリカに移住していたアントーニナは、名誉回復の時に初めてバーベリが処刑された事実を知った。

## 作風
バーベリはロシア文学の伝統的なジャンルである長編小説ではなく、ロシアではさほど注目されていなかった西欧流の短編小説を活躍の場に選び、晩年に行われた対談の中で自分は短編小説向けの気質があると述べている。バーベリは少年時代からフランス語やフランス文学を好み、特にギ・ド・モーパッサンに傾倒し、駆け出し時代のエッセイの中でモーパッサンを自らの文学的理想像に挙げていた。無名時代に発表したエッセイ『オデッサ』においてバーベリは閉塞的な状態に陥っている旧来のロシア文学からの脱却と、明るく輝く太陽の描写、生命力に満ちた世界を構築できる「ロシアのモーパッサン」「文学のメシア」による新たな文学の開拓を唱え、自分自身がこうした存在にならんと宣言した。『オデッサ』の発表から数年を経た後に刊行された『オデッサ物語』で、かつて掲げた「新しい世界」の構築が実現された。
バーベリの文体は華麗で、想像力と巧みな比喩、既成の道徳にとらわれない表現は読み手に強い印象を与える。その文体は象徴派から発してアレクセイ・レーミゾフ、エヴゲーニイ・ザミャーチンなどの作家に継承された装飾的散文の系譜に連なるものだとされている。従来の装飾的散文は比喩に比喩を重ねていたために作品世界の魅力が損なわれていたが、極力文体を切り詰めるバーベリのスタイルは言語と言語、モチーフとモチーフの関係をより緊密にし、密度の高い世界を作り上げることができた。バーベリのロシア語の文章には英語やイディッシュ語の統辞法が用いられているが、これはロシア語、イディッシュ語、フランス語などの多くの言語に囲まれて育った幼少期の環境に負うところが多い。表現方法はしばしば自然主義文学の技法と関連付けられることもあるが、読者が受ける印象は自然主義に属する小説とはまったく異なる。やがてバーベリは自分の手法に行き詰まりを感じるようになり、1925年に発表した自伝的短編『私の鳩小屋の物語』以後文体は大きく変化し、簡潔かつ精緻な古典的文体で人物の心理と社会背景を踏まえた作品を発表するようになった。
バーベリの作品には繊細な魂と荒々しく凶暴な出来事が遭遇したときに見られるある種の静寂が存在し、その中で精神の均衡が保たれている。人生の初期にユダヤ人の生活やイディッシュ文化に関する知識を習得したバーベリは著述活動の中でそれらの経験を活用し、作品の根底にはユダヤ人が受けた迫害（ポグロム）に遭遇した体験、迫害がもたらした流血と破壊の衝撃があると考えられている。第一騎兵隊時代のバーベリは荒々しい性格のコサック兵からは孤立し、遠征先のガリツィアやヴォルイニに居住する同胞のユダヤ人に精神的な救いを求めていたが、また故郷のオデッサに住むユダヤ人と異なる性質を持つガリツィア、ヴォルイニのユダヤ人に違和感を抱いていた。

## 作品

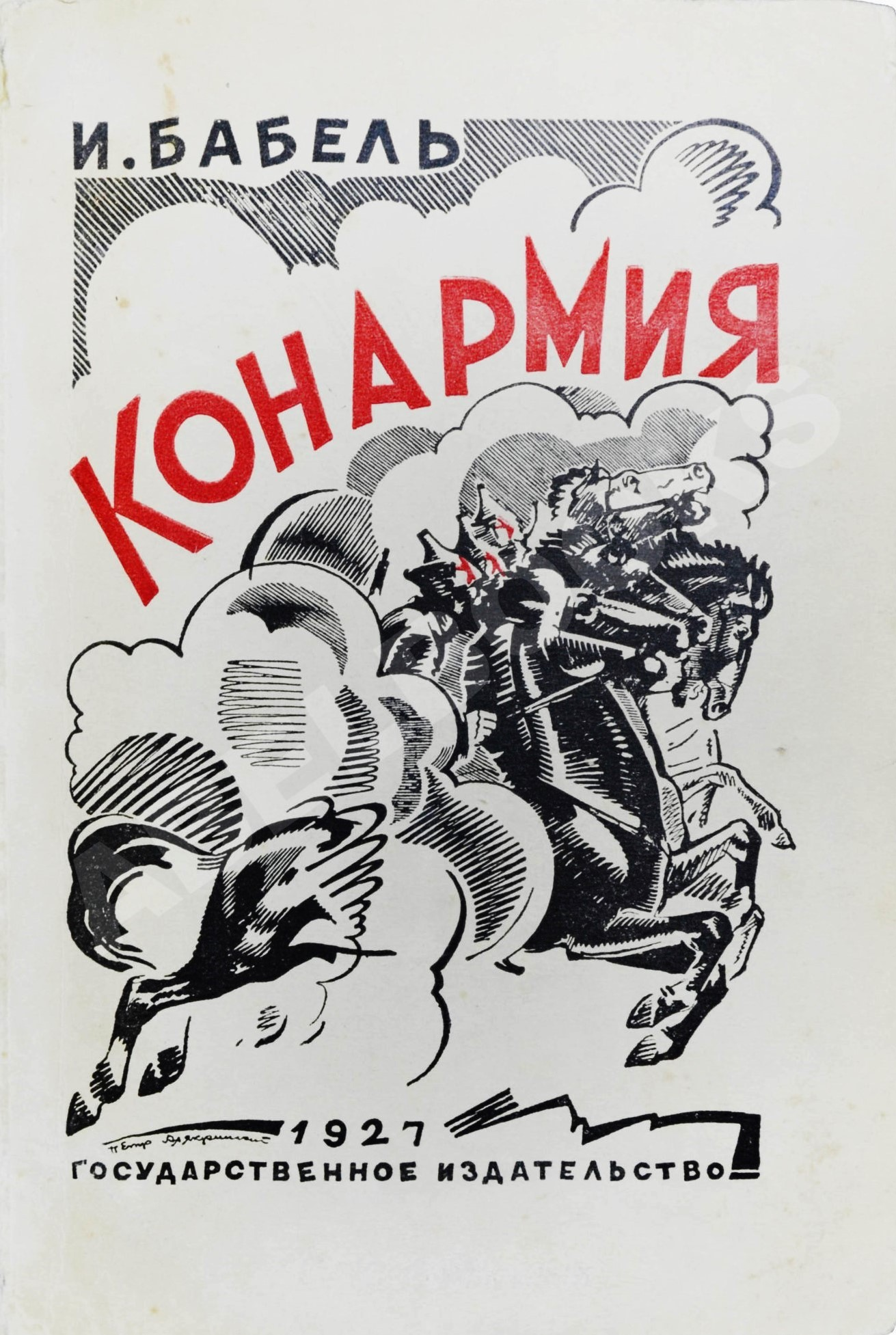
『騎兵隊』の表紙

バーベリの作品として短編集、20数作の短編小説、2編の戯曲、数編の映画シナリオとエッセイが存在する。バーベリは一時期長編小説の執筆を考えていたこともあったが、死後に残された作品は映画のシナリオと戯曲を除いて短編小説のみとなっている。1939年にバーベリが逮捕された際に彼が所有していた原稿、書簡、日記などの資料は内務人民委員部によって没収され、没収された資料の行方は明らかになっていない。
ユダヤ系作家が多いソビエト文学界の中でも、バーベリの作品は際立ってユダヤ色が強い。
バーベリは『オデッサ』の中で明るく生命力に溢れるオデッサの町を讃え、エッセイの中で描写されたオデッサのユダヤ人の姿は『オデッサ物語』の登場人物に反映された。オデッサのユダヤ人の生活を書いた短編集『オデッサ物語』は1924年に始めて刊行され、その後新しい短編が随時追加されていった。『オデッサ物語』にはオデッサ独特のロシア語の言い回しや語彙が使われており、国際都市であるオデッサの雰囲気を表現するため、ウクライナ語・ポーランド語の語彙がちりばめられている。
バーベリが本格的に創作活動を開始した1920年代は内戦の終結から間もない時期であり、『オデッサ物語』に属する短編の注目度は低く、作家や批評家からは『騎兵隊』が注目を集めていた。『騎兵隊』は発表当時大きな反響を呼び、従軍記者時代のバーベリの上官だったブジョーンヌイはバーベリ、そして彼を賞賛したゴーリキーを攻撃する文を発表している。『騎兵隊』は、1920年夏にタス通信の前身であるロスタ通信の特派員としてポーランドに向かい、第一騎兵隊に従軍した際の体験を元に書き上げた作品である。『騎兵隊』では前線で起きた残虐な出来事や様々な兵士の人格が簡潔な文体で記述され、一見グロテスクな印象を受けるが、凶暴な事件は相反する繊細な魂もまた作中に存在することを暗黙のうちに証明している。1920年の従軍記者時代に付けていた日記はキエフの友人の元に預けられていたために没収されずに残り、1990年に初めて残された部分が完全な形で活字にされて公刊された。日記は創作のヒントとすることを意図して付けられたものだと思われ、『騎兵隊』の元になる人物と事件、それらの本質が書き留められていた。

## 主な作品
- 短編集
  - 『短編集（рассказы'）』（1925年）
  - 『オデッサ物語（ドイツ語版）（Одесские рассказы）』（1925年[37]/1931年[51]）
    - 中村唯史訳、群像社〈群像社ライブラリー〉、1995年／第2版：2022年。ISBN 978-4905821403

  - 『騎兵隊（フランス語版）（Конармия）』（1926年）
    - 木村彰一訳、中央公論社〈中公文庫〉、1975年。
    - 中村唯史訳、松籟社、2022年。ISBN 978-4879844156[52]
- 短編
  - 『オデッサ（Одесские）』（1916年）
  - 『私の鳩小屋の物語（История моей голубятни）』（1925年）
  - 『ギイ・ド・モーパッサン（Ги де Мопасса́н）』（1932年）
- 長編
  - 『ヴェリーカヤ・クリニーツァ』 - 未完。第一章に相当する断片『ガパ・グジュヴァ』が1931年に雑誌『新世界』で発表された。
- 戯曲
  - 『黄昏（Закат）』（1928年）
  - 『マリヤ（Мария）』（1935年）
- 映画シナリオ
  - 『ベーニャ・クリーク（Беня Крик）』（1926年）
- 『自伝』（1924年）

## 翻訳元記事参考文献
- Antonina Pirozhkova, At His Side; The Last Years of Isaac Babel, Steerforth Press, 1996
- The Complete Works of Isaac Babel, trans. Peter Constantine, ed. Nathalie Babel, intro. Cynthia Ozick, Norton, New York, 2002